# Верхня Медведиця
Верхня Медведиця (рос. Верхняя Медведица) — присілок в Курському районі Курської області Російської Федерації.
Населення становить 552 особи. Входить до складу муніципального утворення Нижньомедведицька сільрада.

## Історія
Населений пункт розташований на території українського етнічного та культурного краю Східна Слобожанщина.
Від 2004 року входить до складу муніципального утворення Нижньомедведицька сільрада.

## Населення
| 2002 | 2010 |
| ---- | ---- |
| 586  | ↘552 |